# Saint-Guy
Saint-Guy är en by i provinsen Québec i Kanada. Den var till 2024 huvudort i en kommun med samma namn som sedan dess är en del av Lac-des-Aigles. Den ligger i regionen Bas-Saint-Laurent, i den östra delen av landet, 600 km nordost om huvudstaden Ottawa.